# シカゴ・ホープ
『シカゴ・ホープ』（Chicago Hope）は、1994年から2000年までアメリカCBSで製作、放映されたテレビドラマ。架空の病院「シカゴ・ホープ」を舞台とする医療ドラマである。

## 概要
全6シーズン141話が制作された。日本ではテレビ朝日系列で、1996年6月〜9月に第1シーズンが「シカゴホープ」のタイトルで、1998年1月〜3月に第2シーズンが「シカゴホープ2」のタイトルで第1シーズン・第2シーズンとも水曜20時台に放映されたが、第2シーズン途中で半ば打ち切りのような形で終了。その後、TBS水曜深夜の海外ドラマ枠で、2003年5月〜2003年11月に第4シーズン、2003年11月〜2004年5月に第5シーズンが放映された。CS放送ではFOXチャンネルで全6シリーズが放送された。

## キャスト
- アーロン・シャット医師（アダム・アーキン）
- フィリップ・ウォッターズ医師（ヘクター・エリゾンド）
- ケイト・オースティン医師（クリスティーン・ラーティ）
- ジャック・マクニール医師（マーク・ハーモン）
- ジェフリー・ガイガー医師（マンディ・パティンキン）
- ビリー・クロンク医師（ピーター・バーグ）
- キース・ウィルクス医師（ロッキー・キャロル）
- ダイアン・グラッド医師（ジェーン・ブルック（英語版））
- デニス・ハンコック医師（ヴォンディ・カーティス＝ホール）
- ダニー・ナイランド医師（トーマス・ギブソン）
- リサ・カテーラ医師（ステイシー・エドワーズ）
- ロバート・イエーツ医師（エリック・ストルツ）
- フランチェスカ・アルバゲッティ医師（バーバラ・ハーシー）
- ジーナ・サイモン医師（カーラ・グギノ）
- ジェレミー・ハンロン医師（ローレン・ホリー）
- ジョン・サットン医師（ジェイミー・シェリダン）
- アーサー・サーモンド医師（E・G・マーシャル）
- アラン・バーチ顧問弁護士（ピーター・マクニコル）
- アンジェラ・ジャンダメニシオ（ローマ・マフィア）
- カミール・シャット看護師（ロクサーヌ・ハート）
- ティミー（デール・ウェード・デービス）
- ヒュー・ミラー（ジェームズ・ガーナー）
- トレイシー・ドイル看護師（バネッサ・バレンティノ）
- フランク・フェントン（クライド・クサツ）

## 日本語吹替
- フィリップ・ウォッターズ：愛川欽也/辻親八（VHS）
- ジェフリー・ガイガー：磯部勉/大塚芳忠（VHS）
- アーロン・シャット：仲野裕/小室正幸（VHS）
- ケイト・オースティン：小宮和枝
- アラン・バーチ：田原アルノ
- カミール・シャット：一柳みる/朝倉佐知（VHS）
- デニス・ハンコック：玄田哲章
- ダニエル・ナイランド：宮本充
- ビリー・クロンク：松本保典
- ダイアン・グラッド：日野由利加
- ジョン・サットン：野島昭生
- アーサー・サーモンド：-/宮田光（VHS）
- ナレーター：安井邦彦

## 日本語版制作
- 演出：福永莞爾
- 翻訳：平田勝茂
- 監修：伊藤泰雄（杏林大学医学部） / 平田進英（医学博士）
- 調整：山田太平
- 効果：リレーション
- 担当：菅原有美子
- 制作：ムービーテレビジョン / 武市プロダクション
- 配給：ムービーテレビジョン 諸橋健一
- テレビ朝日プロデューサー：松田佐栄子
- テーマソング
  - 「IN SILENCE」（作詞・作曲 LUNA SEA） / LUNA SEA（第1シーズン）
  - 「winter fall」（作詞hyde 作曲ken） / L'Arc〜en〜Ciel（第2シーズン）

## 備考
- 第1シーズン、第2シーズンとも本邦未放映のエピソードが存在し、そのエピソードのみを収録したレンタルビデオ（全3巻）も存在する。
- 第1シーズンは、プロ野球シーズン中だったこともあり朝日放送にて阪神タイガース（阪神がビジターの場合は、時折近鉄バファローズも）主催試合の中継を優先していたため、土曜日午後時間帯に振り替えされることもあった。また、広島ホームテレビも広島東洋カープ主催試合の中継時に同様の対応となったが、ABCとは違い、振り替えの曜日・時間帯が一定でなかった。
- ノベライズ版「シカゴホープ」（デイヴィッド・E・ケリー著、池谷律代 訳）が、ソニー・マガジンズより出版（絶版）。 ISBN 4-7897-1117-X
- 第2シーズンの主題歌「winter fall」は、本作を放映するテレ朝とJR東日本のキャンペーン・JR Ski Skiとの間で激しいタイアップ争奪戦となったが、テレ朝がこの争奪戦を制し、本作の主題歌として採用された経緯がある。一方、JR東日本は浜田雅功の「春はまだか」を起用した。
- 第2シーズンは次に続く形で終わった。地上波では放送されていないが、少なくとも第3シーズンは、スカパー!で放映されている。

| テレビ朝日系 水曜20時台（1996年6月 - 1996年9月） | テレビ朝日系 水曜20時台（1996年6月 - 1996年9月） | テレビ朝日系 水曜20時台（1996年6月 - 1996年9月） |
| 前番組                                           | 番組名                                           | 次番組                                           |
| ------------------------------------------------ | ------------------------------------------------ | ------------------------------------------------ |
| Xファイル                                        | シカゴホープ                                     | XファイルII                                      |
| テレビ朝日系 水曜20時台（1998年1月 - 1998年3月） |                                                  |                                                  |
| XファイルIII                                     | シカゴホープ2                                    | 8時だJ                                           |